# Escudo de Santa Eulalia de Ronsana
El escudo de armas de Santa Eulalia de Ronsana es un símbolo del municipio español de Santa Eulalia de Ronsana, oficialmente Santa Eulàlia de Ronçana, y se describe, según la terminología precisa de la heráldica, por el siguiente blasón:

«Escudo embaldosado: de sinople, un aspa llena o cruz de Santa Eulàlia de plata. Al timbre, una corona de barón.»

## Diseño
La composición del escudo está formada sobre un fondo en forma de cuadrado apoyado sobre una de sus aristas, llamado escudo de ciudad o escudo embaldosado, según la configuración difundida en Cataluña al haber sido adoptada por la administración en sus especificaciones para el diseño oficial de los municipios de las entidades locales de color verde (sinople). Como única carga, aparece un sotuer, aspa o cruz de Santa Eulalia que toca los límites del escudo (pleno) de color blanco o gris (plata, también llamado argén) centrado en el escudo.
El escudo está acompañado en la parte superior de un timbre en forma de corona de barón. Básicamente es un cerco de metal precioso, con pedrería y rodeado por un brazalete dando ocho vueltas y adornado en la parte superior por perlas gruesas. 

## Historia
El ayuntamiento acordó solicitar el estudio heráldico para la adopción del escudo el 21 de marzo de 1985. El estudio heráldico concluyó con un blasonado igual que el actual, pero con el fondo del metal oro y cruz de color gules. En otro informe redactado en 2004, firmado por Jaume Dantí i Riu, historiador y el entonces alcalde, consideraba que el color del fondo debía ser verde sinople, que era el color adoptado por algunas asociaciones locales. El escudo fue finalmente aprobado el 1 de junio de 2005 y publicado en el DOGC número 4.413 de 27 de junio del mismo año.
Al menos entre los años 1820 y 1850 se utilizaba un sello con una cruz de Santa Eulalia, con las letras S y E, aunque después esta cruz varió a cruz griega patente. Aunque al final se utilizaba como símbolo una cruz griega patente, se optó por utilizar en el escudo la forma original y apropiada de representar a la cruz de Santa Eulalia. El sotuer o aspa es un atributo hagiográfico, la señal del martirio de Santa Eulalia, patrona del pueblo.
Santa Eulalia de Ronsana formó parte de la baronía de Montbui desde su constitución en 1059. A partir de 1490 las parroquias pasaron a depender del Consejo de Ciento de Barcelona, este hecho hizo que las parroquias se asociaran y se reunieran en Santa Eulalia de Ronsana, convirtiéndose en cabecera de la baronía hasta el 1835, año de su abolición. El artículo 30.3 especifica que los escudos de los municipios que históricamente hayan sido el centro de un principado, ducado, marquesado, condado, vizcondado o baronía antes de la abolición de las jurisdicciones señoriales tienen que ir timbrados con la corona correspondiente a su título..